# Avant que j'oublie (roman)
Pour les articles homonymes, voir Avant que j'oublie.
Avant que j'oublie est un roman d'Anne Pauly publié le 22 août 2019 aux éditions Verdier et lauréat du prix du Livre Inter l'année suivante.

## Historique
Premier roman de son auteure, Avant que j'oublie est retenu en 2019 dans les premières sélections des prix Goncourt, prix Femina et prix Médicis ; il est également dans la liste finale du prix Goncourt du premier roman. Finalement, il reçoit le 8 juin 2020 le prix du Livre Inter au troisième tour de scrutin par 17 voix sur les 24 du jury présidé cette année-là par le journaliste et écrivain Philippe Lançon,.

## Résumé
Un frère et une sœur, après la mort de leur père Jean-Pierre Pauly – « un gros déglingo » –, vivent ensemble le deuil et partent à la recherche du passé de cet homme issu d'un milieu modeste des années 1970. Jean-François veut tout oublier de ce « repoussoir » ; Anne voudrait communiquer encore un peu avec ce père si dur, qu'elle a un peu accompagné, au cours de ses dérives.

## Accueil critique
Camille Laurens dans Le Monde considère que ce « premier roman juste et beau secoue l’autofiction de toutes les scories dont on veut parfois l’accabler » tandis que Libération juge que ce « roman intimiste [...] mêle les temps » pour dresser le portrait « tragicomique » d'un homme « au visage ambivalent ».

## Éditions
- Éditions Verdier, 2019  (ISBN 978-2-37856-029-4)[5]